# First of the Year (Equinox)
Singles de Skrillex
Get Up!
(2011) Ruffneck (Full Flex)
(2011)
First of the Year (Equinox) est une chanson du producteur de musique électronique Skrillex. Elle a été publiée le 7 juin 2011 en tant que premier single issu de son troisième EP, More Monsters and Sprites.

## Clip
Le clip officiel de la chanson a été mis à disposition en téléchargement sur iTunes le 10 août 2011 et téléversé sur la chaîne officielle de Skrillex sur YouTube le 17 août 2011.
Il montre un homme, pédophile, suivant une petite fille jusqu'à un garage souterrain. Il se rapproche de l'enfant et il prépare un tampon de chloroforme sur un mouchoir, mais elle crie tout à coup les paroles "Call 911 now!" ("Appelle le 911 maintenant", le 911 étant le numéro de la police aux États-Unis), et utilise des pouvoirs surnaturels pour se défendre contre lui. On voit ensuite L'homme, assommé, qui rêve de poupées derrière une vitrine, qui sont ses "trophées" puis il est ramené à la réalité en étant attrapé par le démon. Il se réveille en sursaut et tente d'appeler la police, et crie à son tour "Call 911 now!". Mais la petite fille continue d'exercer ses pouvoirs et le démon (avec qui elle semble s'être associée) récupère son âme. La fin de la vidéo représente la fille qui ajoute une barre à ce qui semble être son "tableau de chasse", en référence à l'homme qu'elle vient de tuer.
Le fameux "Call 911 now!" est tiré de "Crazy Lady Yells At Skaters", une vidéo youtube où l'on voit une femme crier après des skaters.

## Classement et certification
| Classement (2011-2012)    | Meilleure position |
| ------------------------- | ------------------ |
| Australie (ARIA)          | 4                  |
| Canada (Canadian Hot 100) | 8                  |
| France (SNEP)             | 7                  |
| Norvège (VG-lista)        | 1                  |
| Suède (Sverigetopplistan) | 1                  |
| États-Unis (Hot 100)      | 5                  |

| Pays                  | Certification | Ventes  |
| --------------------- | ------------- | ------- |
| Canada (Music Canada) | Or            | 400 000 |
| Danemark (IFPI)       | Or            | 150 000 |